# Esarcato arcivescovile di Charkiv
L'esarcato arcivescovile di Charkiv è una sede della Chiesa greco-cattolica ucraina immediatamente soggetta all'arcivescovo maggiore di Kiev-Halyč. Nel 2022 contava 5.964 battezzati. È retto dal vescovo Vasyl' Tučapec', O.S.B.M.

## Territorio
L'esarcato arcivescovile comprende le oblast' di Charkiv, di Poltava e di Sumy.
Sede dell'esarca è la città di Charkiv, dove si trova la cattedrale di San Nicola, in fase di costruzione.
Il territorio è suddiviso in 23 parrocchie.

## Storia
L'esarcato arcivescovile di Charkiv è stato eretto il 2 aprile 2014, ricavandone il territorio dall'esarcato arcivescovile di Donec'k-Charkiv, che contestualmente ha assunto il nome di esarcato arcivescovile di Donec'k.

## Cronotassi dei vescovi
Si omettono i periodi di sede vacante non superiori ai 2 anni o non storicamente accertati.
- Vasyl' Tučapec', O.S.B.M., dal 2 aprile 2014

## Statistiche
L'esarcato arcivescovile nel 2022 contava 5.964 battezzati.
| anno | popolazione | popolazione | popolazione | presbiteri | presbiteri | presbiteri | presbiteri                | diaconi | religiosi | religiosi | parrocchie |
| anno | battezzati  | totale      | %           | numero     | secolari   | regolari   | battezzati per presbitero | diaconi | uomini    | donne     | parrocchie |
| ---- | ----------- | ----------- | ----------- | ---------- | ---------- | ---------- | ------------------------- | ------- | --------- | --------- | ---------- |
| 2015 | 6.000       | ?           | ?           | 14         | 12         | 2          | 428                       |         | 2         | 5         | 18         |
| 2018 | 6.000       | ?           | ?           | 19         | 17         | 2          | 315                       |         | 3         | 9         | 21         |
| 2020 | 5.970       | ?           | ?           | 19         | 17         | 2          | 314                       |         | 3         | 9         | 23         |
| 2022 | 5.964       | ?           | ?           | 19         | 17         | 2          | 313                       | 1       | 3         | 9         | 23         |